# Транс-Джуба
Транс-Джуба (также носила название Oltre Giuba) — итальянская колония, существовавшая на территории современного региона Джубаленд (ныне провинции Гедо и Нижняя Джубба государства Сомали) в 1924—1926 годах, после чего была включена в состав Итальянского Сомалиленда. Имела площадь 91,122 км².
Территория, впоследствии получившая название Джубаленд, принадлежала султанату Занзибар, над которым 7 ноября 1890 года был установлен британский протекторат. 1 июля 1895 года бывшие заморские владения Занзибара, которыми к тому моменту управляла Британская Восточно-Африканская компания, были переданы Великобритании и включены в состав Британской Восточной Африки (ныне Кения). Итальянское владение Транс-Джуба возникло в 1924 году, после того как Великобритания передала северную часть тогдашнего Джубаленда (современный Джубаленд) Италии в качестве компенсации за участие страны в Первой мировой войне на стороне Антанты в 1915—1918 годах; при этом южная часть изначального Джубаленда осталась в составе Британской Восточной Африки и впоследствии стала Северо-Восточной провинцией Кении.
Колония существовала чуть больше двух лет, с 16 июля 1924 года по 31 декабря 1926 года; административным центром являлся город Кисмайо, а должность губернатора занимал Коррадо Дзоли. В июле 1925 года Италией были выпущены первые почтовые марки для данной колонии. В 1926 году в состав этого владения были включены также переданные Великобританией Италии острова Баджуни, а с 1 января 1927 года Транс-Джуба была включена непосредственно в состав Итальянского Сомалиленда. В начале 1930-х годов Бенито Муссолини рассматривал возможность переселения евреев на территорию бывшей Транс-Джубы.